# 赵梅笛
赵梅笛（Mélodie Zhao，1994年9月7日—）是一位华裔瑞士钢琴家。

## 生平
1994年出生于瑞士弗里堡州比勒，出生之後不久便被送到中国同爷爷奶奶生活，3岁便随中央音乐学院教授学习钢琴。8岁回到瑞士，2004年进入日内瓦音乐学院少年班，13岁进入日内瓦高等音乐学院，师从帕斯卡尔·德瓦永，14岁获得学士学位，16岁获得钢琴独奏硕士学位。之后在柏林艺术大学继续师从帕斯卡尔·德瓦永学习。

## 作品

### 商业录音
- 肖邦：练习曲全集，2008年，独立发行[6][7]
- 李斯特：12首超技练习曲，2011年，Claves Records（CD 1110）[2]
- 肖邦：练习曲全集，2013年，Claves Records（DO 1238）[8]
- 贝多芬：钢琴奏鸣曲全集，2014年，Claves Records（CD 1304-13）[9]
- 柴可夫斯基：第1、2号钢琴协奏曲，2015年，Claves Records（CD 1603）[10]
- 浪漫主义钢琴杰作（Piano Masterpieces of Romanticism Era），2020年，NCPA Classics[11]
- 海顿：键盘协奏曲全集，Camerata Schweiz（德语：Camerata Schweiz）（指挥：霍华德·格里菲思（英语：Howard Griffiths (conductor)）），2020年，CPO（555  400-2）[12]

### 作曲
- 钢琴奏鸣曲《泉》（2009年，以济南为题材）[13]

## 家庭
父亲赵元是音乐教育家、小提琴家，母亲是马来西亚出生的华侨。妹妹赵田田（Cadenza Zhao，1997年生）为导演。